# Дрег-шоу
Драг шоу је облик забаве који изводе драг уметници који се представљају као мушкарци или жене.
Обично драг шоу укључује извођаче који певају или усмено усклађују песме док изводе унапред планирану пантомиму или плес. Понекад можда има и неких комедија, скечева и интеракција са публиком. Извођачи често облаче сложене костиме и шминку, а понекад се облаче како би имитирали различите познате певачице или личности супротног пола. Неки догађаји су усредсређени на преоблачење, попут јужњачке декаденције где већину свечаности воде велики маршали, који су традиционално драг краљице.

## Историја и развој

### Рано постојање
Први примери преоблачења били су знатно пре почетка драг шоу-а. У Енглеској и Кини 1500-тих година женама није било дозвољено да учествују у драми или позоришту, па су мушкарци глумили жене на сцени. У викторијанском периоду енглеске глумице су се представљале као мушкарци у позоришту, а у Америци су глумице попут Anne Hindle такође представљале мушкарце у својим представама. Имала је слаб глас и редовно се бријала како би створила мушки изглед. Лажно представљање супротног пола било је популарно у позоришту и на филму све до 1933. године када је прошао холивудски кодекс за продукцију филмова. Овај закон или кодекс успостављен је ради уклањања перверзије која је привремено окончала еру мушког лажног представљања у филму и позоришту.
Током Другог светског рата, пародијске драмске емисије такође су биле редовна врста забаве за војнике који су се облачили у жене шаљивог изгледа и приређивали представе један за другог.

### Pearl Box Revue
Pearl Box Revue је током 1955. године почео са својим наступима у Њујорку. Pearl Box Revue је у потпуности црначки драг шоу који је трајао двадесетседам година, до 1982. године. Dorian Corey је био извођеч у Pearl Box Revuе, а такође и једна од драг краљица у документарном филму Paris is Burning, ауторке Jennie Livingston.

### After Dark
After Dark је била шведска група основана 1976. године која је наступала више од 40 година, углавном у Шведској, али повремено и у Сједињеним Америчким Државама и Шпанији.

## Популарна култура
Драг емисије постале су популарније са документарним филмом Paris is Burning, и емисијама попут RuPaul's Drag Race. Филмови као што су The Birdcage и Too Wong Fu, Thanks for Everything Julie Newmar такође су популаризовали драг културу. Ови филмови заједно са RuPaul's Drag Race имају велику хетеросексуалну базу обожавалаца. И сценска музичка и филмска верзија A Chorus Line су референтне драг емисије, са ликом Паула који своја искуства извођача преноси са турнејом компаније Jewel Box Revue.